# Ernst Großmann

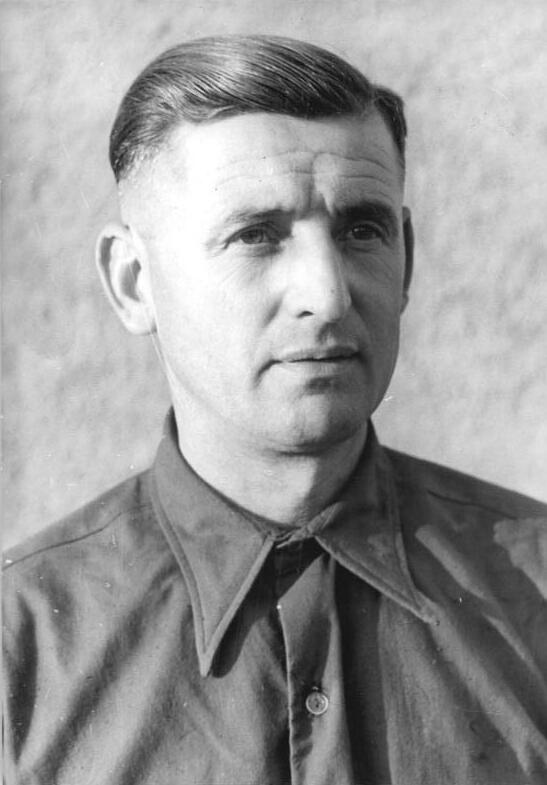
Ernst Großmann (1953)

Ernst Großmann (* 11. August 1911 in Mohren; † 21. Februar 1997 in Bad Langensalza) war ein deutscher Landwirt, erster LPG-Vorsitzender und SED-Funktionär. Seit 1954 Mitglied des ZK der SED, wurde er 1959 wegen seiner von ihm verschwiegenen NSDAP- und SS-Vergangenheit aus dem Zentralkomitee ausgeschlossen.

## Leben

### Bis 1945
Ernst Großmann wurde als Sohn des Landwirts Johann Großmann im zur Österreich-Ungarischen Monarchie gehörenden Böhmen geboren, das ab 1918 zur Tschechoslowakischen Republik gehörte. Nach Besuch der Volks- und Bürgerschule folgte eine Ausbildung zum Molkereigehilfen. Ab 1928 arbeitete er in der Molkereigenossenschaft Rokytnice, von Oktober 1931 bis Januar 1933 unterbrochen durch seinen Wehrdienst bei der tschechoslowakischen Armee.
1938 trat Großmann dem paramilitärischen Sudetendeutschen Freikorps bei. Von dort wurde er am 1. Oktober 1938 nach der Eingliederung des Sudetenlandes ins Deutsche Reich in die SS übernommen. Am 28. Dezember 1938 beantragte er die Aufnahme in die NSDAP und wurde rückwirkend zum 1. November desselben Jahres aufgenommen (Mitgliedsnummer 6.855.320). Ab 1940 war Großmann Angehöriger der SS-Totenkopfverbände, die „innenpolitische Knochenbrechergarde“ (Eugen Kogon) des Dritten Reiches. Als Mitglied der SS-Totenkopf-Standarte V „Dietrich Eckhart“ gehörte er zur Wachmannschaft des KZ Sachsenhausen und war dort „unmittelbar an dem Terror gegen die in diesem Lager eingekerkerten Gegner des nationalsozialistischen Regimes beteiligt“. In der SS bekleidete Großmann jahrelang nur Mannschaftsdienstgrade. Am 20. April 1940, Adolf Hitlers Geburtstag, wurde er SS-Rottenführer, im April 1944 schließlich SS-Unterscharführer. Das Kriegsende erlebte er im Lazarett und in sowjetischer Gefangenschaft.

### Bis 1959

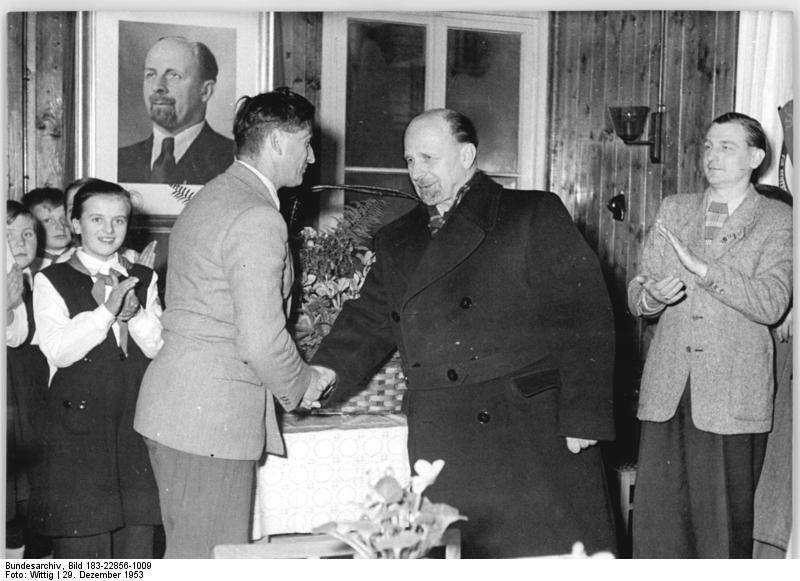
Ernst Großmann begrüßt Walter Ulbricht (1953)

Nach seiner Entlassung aus sowjetischer Kriegsgefangenschaft kam Großmann auf der Suche nach seiner aus Böhmen vertriebenen Familie ins thüringische Merxleben, wo der gelernte Melker im Zuge der Bodenreform als Neubauer fünf Hektar Land und einen kleinen Viehbestand erhielt. Noch 1945 trat Großmann der SPD bei, nach deren Zwangsvereinigung mit der KPD 1946 wurde er Mitglied der SED. Ab 1947 übte er verschiedene Funktionen bei der Vereinigung der gegenseitigen Bauernhilfe (VdgB) aus. Ende 1950 beteiligte Großmann sich an der Bildung einer bäuerlichen Liefergemeinschaft, die im Mai 1951 auf Druck der SED-Landesleitung als „verfrühte“ LPG-Gründung aufgelöst wurde.
Am 8. Juni 1952 wurde von Merxlebener Bauern die erste landwirtschaftliche Produktionsgenossenschaft der DDR gegründet und der „als gemäßigt – aber egozentrisch“ geltende Großmann zu deren erstem Vorsitzenden gewählt. Dafür holten sich Großmann und seine Mitgründer vorher die Genehmigung des ZK ein. Die LPG erhielt den Namen „Walter Ulbricht“. Mit der LPG-Gründung begann Großmanns steile SED-Karriere. Auf der II. Parteikonferenz der SED im Juli 1952 hielt Großmann als Delegierter eine Rede, die von Walter Ulbricht lobend hervorgehoben wurde. In Wochenschauen und einem Dokumentarfilm wurde die LPG-Gründung gefeiert und Großmann propagandistisch herausgestellt. Auf derselben Parteikonferenz wurde Großmann als Kandidat des ZK der SED gewählt und auf dem IV. SED-Parteitag im April 1954 als Mitglied des Zentralkomitees der SED gewählt. 1952 war er außerdem Mitglied der SED-Delegation zum XIX. Parteitag der KPdSU. Großmann, der bereits 1950 die Auszeichnung Meisterbauer erhalten hatte, avancierte 1953 zum Helden der Arbeit. Ab 1958 war er Abgeordneter des Bezirkstags Erfurt und Spitzenkandidat der SED im Bezirk Erfurt. Von 1956 bis 1958 absolvierte Großmann außerdem ein zweijähriges Studium an der LPG-Hochschule Meißen, das er als Diplom-Agronom abschloss.

### Parteiverfahren 1959
Bereits im Frühjahr 1958 gab es in Merxleben Gerüchte über Großmanns NS-Vergangenheit. Auch entsprechende Flugblätter waren aufgetaucht. Die Merxlebener SED-Betriebsparteileitung entschied, die Angelegenheit gehe die Öffentlichkeit nichts an, und gab den Fall ohne weitere Untersuchung ans ZK weiter. Nach der Wahl Großmanns in den Erfurter Bezirksrat wurde erneut ein Flugblatt illegal verbreitet, das unter der Überschrift „Pankows braune Diener“ ein Foto von Großmann in SS-Uniform zeigte und seinen SS-Werdegang schilderte. Das Flugblatt stammte vom Westberliner Untersuchungsausschuß Freiheitlicher Juristen (UFJ). Im April 1959 veröffentlichte der UFJ in der Broschüre Ehemalige Nationalsozialisten in Pankows Diensten erneut diese Angaben, was zahlreiche westdeutsche Zeitungsveröffentlichungen nach sich zog. Daraufhin reagierte die SED schließlich. Am 15. April 1959 wurde auf Vorschlag der Zentralen Parteikontrollkommission ein Parteiverfahren gegen Großmann eingeleitet. Am 12. Mai 1959 befasste sich das Politbüro abschließend mit dem Fall und sprach sich gegen einen Parteiausschluss aus, da Großmann „als einer der ersten Genossen die sozialistische Entwicklung in der Landwirtschaft gefordert und durchsetzen geholfen hat“. Stattdessen erhielt Großmann laut Beschluss der 5. ZK-Tagung vom 23. Mai 1959 wegen „falscher Angaben über seine Vergangenheit“ als Parteistrafe eine „strenge Rüge“ und wurde aus dem Zentralkomitee ausgeschlossen. Eine öffentliche Diskussion in Merxleben wurde durch Drohungen unterbunden.

### Nach 1959
Auch nach Bekanntwerden seiner NS-Vergangenheit blieb Ernst Großmann SED-Mitglied und behielt auch seine anderen Funktionen. Bis 1963 war er Abgeordneter des Erfurter Bezirkstags, bis 1965 blieb er Vorsitzender der LPG „Walter Ulbricht“ in Merxleben. Von 1965 bis 1982 war er schließlich Mitarbeiter der Bäuerlichen Handelsgenossenschaft Bad Langensalza. Beim Tod von Ernst Großmann bedankte sich seine Witwe bei der Sudetendeutschen Landsmannschaft und ausdrücklich „bei den Vertretern der PDS“ für die ihrem Mann erwiesene „Achtung und Wertschätzung“.